# Edinburgh Challenger 1999
L'Edinburgh Challenger 1999 è stato un torneo di tennis facente parte della categoria ATP Challenger Series nell'ambito dell'ATP Challenger Series 1999. Il torneo si è giocato a Edimburgo in Gran Bretagna dal 26 luglio 1999 su campi in terra verde.

## Vincitori

### Singolare
Héctor Moretti ha battuto in finale  Attila Sávolt con il punteggio di 6–4, 6–1

### Doppio
Marcus Hilpert /  Vaughan Snyman hanno battuto in finale  Marcos Roy-Girardi /  Attila Sávolt con il punteggio di 6–1, 7–6